# نظرية المعرفة الاجتماعية
نظرية المعرفة الاجتماعية هي مجموعة واسعة من المناهج التي يمكن اتخاذها في دراسة المعرفة التي تفسر المعرفة البشرية على أنها إنجاز جماعي. طريقة أخرى لتوصيف المعرفة المعرفية الاجتماعية هي تقييم الأبعاد الاجتماعية للمعرفة أو المعلومات. أحيانًا يتم تبسيطها لتعني تبريرًا اجتماعيًا للإيمان.
إن إحدى الصعوبات المستمرة في تعريف «نظرية المعرفة الاجتماعية» التي تنشأ هي محاولة تحديد معنى كلمة «المعرفة» في هذا السياق. هناك أيضًا تحدٍ في الوصول إلى تعريف «اجتماعي» يرضي الأكاديميين من مختلف التخصصات. قد يوجد علماء المعرفة الاجتماعية يعملون في العديد من تخصصات العلوم الإنسانية والاجتماعية، الأكثر شيوعًا في الفلسفة وعلم الاجتماع. بالإضافة إلى تمييز حركة متميزة في المعرفة المعرفية التقليدية والتحليلية، ترتبط المعرفة المعرفية الاجتماعية بالمجال متعدد التخصصات لدراسات العلوم والتكنولوجيا (STS).

## التاريخ
بدأ النظر في الأبعاد الاجتماعية للمعرفة فيما يتعلق بالفلسفة 380 سنة قبل الميلاد مع حوار أفلاطون: شارميديس. ويتساءل فيه عن درجة اليقين التي يمكن أن تكون غير مهنية في مجال ما تجاه ادعاء الشخص بأنه متخصص في نفس المجال. بما أن استكشاف الاعتماد على شخصيات موثوقة يشكل جزءًا من دراسة نظرية المعرفة الاجتماعية، فإنه يؤكد وجود الأيديولوجية في العقول قبل أن يتم تسميتها بوقت طويل.
في عام 1936م، حول كارل مانهايم نظرية كارل ماركس عن الأيديولوجية (التي فسرت الجانب «الاجتماعي» في نظرية المعرفة على أنها ذات طبيعة سياسية أو اجتماعية) إلى تحليل لكيفية تطور المجتمع البشري ووظائفه في هذا الصدد.
لم يكن هناك حتى السبعينيات نمو قوي في الاهتمام بين الفلاسفة بموضوعات مثل القيمة المعرفية للشهادة، وطبيعة ووظيفة الخبرة، والتوزيع المناسب للعمل المعرفي والموارد بين الأفراد في المجتمعات وحالة التفكير الجماعي والمعرفة.

## صعود المعرفة المعرفية الاجتماعية
تم استخدام مصطلح «نظرية المعرفة الاجتماعية» أولاً من قبل علماء المكتبات مارجريت إيجان وجيسي شيرا في الخمسينيات. استخدم ستيفن شابين أيضًا في عام 1979. ومع ذلك، لم يبدأ حسه الحالي في الظهور حتى أواخر الثمانينيات. في عام 1987م، نشرت المجلة الفلسفية سينثيز عددًا خاصًا عن نظرية المعرفة الاجتماعية والتي اشتملت على مؤلفين أخذوا منذ ذلك الحين فرع نظرية المعرفة في اتجاهين مختلفين: ألفين جولدمان وستيف فولر. أسس فولر مجلة بعنوان Epistemology الاجتماعية: مجلة المعرفة والثقافة والسياسة في عام 1987 ونشر كتابه الأول، Epistemology الاجتماعي، في عام 1988. ظهرت معرفة غولدمان في عالم اجتماعي في عام 1999. يدعو Goldman إلى نوع من المعرفة. يطلق عليها أحيانًا «نظرية المعرفة» نظرًا لتركيزها الكبير على الحقيقة. يُنظر أحيانًا إلى هذا النوع من المعرفة المعرفية إلى جانب «الأصولية» بدلاً من «التعددية الثقافية». لكن غولدمان جادل بأن هذا الارتباط بين نظرية المعرفة الواقعية والأصولية ليس ضروريًا. يصف نظرية المعرفة الاجتماعية بأنها المعرفة المستمدة من تفاعلات الشخص مع شخص آخر أو مجموعة أو مجتمع آخر.
ينظر غولدمان في واحدة من استراتيجيتين التنشئة الاجتماعية للمعرفة. تتضمن هذه الاستراتيجية تقييم العوامل الاجتماعية التي تؤثر على المعرفة التي تشكلت على الإيمان الحقيقي. في المقابل، يفضل فولر الاستراتيجية الثانية التي تحدد المعرفة المتأثرة بالعوامل الاجتماعية كمعتقد مقبول بشكل جماعي. يمكن تبسيط الفرق بين الاثنين باستخدام نماذج مثل: الاستراتيجية الأولى تعني تحليل كيفية تأثير درجة ثروتك (عامل اجتماعي) على المعلومات التي تقرر أنها صالحة في حين تحدث الاستراتيجية الثانية عندما يتم تقييم تأثير الثروة على المعرفة المكتسبة من معتقدات المجتمع الذي تجد نفسك فيه.
في عام 2012م، بمناسبة الذكرى الخامسة والعشرين لعلم المعرفة الاجتماعية، انعكس فولر على تاريخ وآفاق المجال، بما في ذلك الحاجة إلى نظرية المعرفة الاجتماعية لإعادة الاتصال بالقضايا الأكبر لإنتاج المعرفة التي حددها تشارلز ساندرز بيرس لأول مرة على أنها الاقتصاد المعرفي وفي الوقت الحاضر غالبًا ما يلاحقه علم المكتبات والمعلومات. أما فيما يتعلق بـ «نظرية المعرفة الاجتماعية التحليلية»، التي كان غولدمان مساهمًا كبيرًا فيها، فقد استنتج فولر أنها «فشلت في تحقيق تقدم كبير ويرجع ذلك جزئيًا إلى الحد الأدنى من فهم ممارسات المعرفة الفعلية، وتقليل دور الفلاسفة في الاستقصاء، والتركيز على الحفاظ على الوضع الراهن للإبستمولوجيا كمجال.»
يمكن تتبع الرؤية الأساسية للمعرفة التي حفزت ظهور نظرية المعرفة الاجتماعية كما يُنظر إليها اليوم إلى أعمال توماس كون وميشيل فوكو، والتي اكتسبت اعترافًا في نهاية الستينيات. كلاهما أثار مخاوف تاريخية مباشرة على المشاكل المرتبطة لفترة طويلة بفلسفة العلم. ولعل القضية الأبرز هنا هي طبيعة الحقيقة، التي وصفها كل من كون وفوكو بأنها فكرة نسبية ومحتملة. على هذه الخلفية، كان العمل المستمر في علم اجتماع المعرفة العلمية (SSK) وتاريخ وفلسفة العلوم (HPS) قادرًا على تأكيد عواقبه المعرفية، مما أدى بشكل خاص إلى إنشاء برنامج قوي في جامعة إدنبرة. من حيث شريطي نظرية المعرفة الاجتماعية، فإن فولر أكثر حساسية وتقبلًا لهذا المسار التاريخي (إن لم يكن دائمًا متفقًا) من غولدمان، الذي يمكن قراءة معرفته الاجتماعية «الواقعية» بشكل معقول على أنها رفض منهجي للمزاعم الأكثر تطرفًا المرتبطة مع كون وفوكو.

## نظرية المعرفة الاجتماعية كمجال داخل الفلسفة التحليلية
كحقل ضمن الفلسفة التحليلية، تتقدم نظرية المعرفة الاجتماعية الجوانب الاجتماعية لخلق المعرفة ونشرها. ما هي هذه الجوانب الاجتماعية على وجه التحديد، وما إذا كان لها آثار مفيدة أو ضارة على إمكانيات إنشاء المعرفة واكتسابها ونشرها هو موضوع للنقاش المستمر.
في هذا المجال، يتم التعامل مع «الاجتماعي» بطريقتين متكاملتين وغير حصريتين: يمكن التعامل مع الشخصية «الاجتماعية» للمعرفة من خلال الاستفسارات في العلاقات المعرفية بين الأفراد أو من خلال الاستفسارات التي تركز على المجتمعات المعرفية. عادة ما يركز النهج بين الأفراد على قضايا مثل الشهادة والثقة المعرفية كشكل من أشكال الثقة التي وضعها فرد في شخص آخر، والاعتماد المعرفية، والسلطة المعرفية، وما إلى ذلك. يركز النهج المجتمعي عادةً على قضايا مثل معايير المجتمع للتبرير، والمجتمع إجراءات النقد والتنوع والعدالة المعرفية والمعرفة الجماعية.
ترتبط نظرية المعرفة الاجتماعية كحقل ضمن الفلسفة التحليلية بعلاقات وثيقة، وغالبًا ما تتداخل مع نظرية المعرفة النسائية وفلسفة العلم. في حين أن أجزاء من المجال تنخرط في اعتبارات مجردة ومعيارية لإنشاء المعرفة ونشرها، فإن أجزاء أخرى من المجال هي «نظرية المعرفة المجردة» بمعنى أنها تعتمد على رؤى مكتسبة تجريبياً - مما قد يعني أبحاث العلوم الطبيعية من، على سبيل المثال، علم النفس المعرفي، سواء كان ذلك بحثًا نوعيًا أو كميًا في العلوم الاجتماعية. (للحصول على فكرة «المعرفة المعرفية المجردة» انظر Willard Van Orman Quine.) وبينما تعنى أجزاء من المجال بالاعتبارات التحليلية ذات الطابع العام بدلاً من ذلك، والاستفسارات المستندة إلى الحالة والمحددة في المجال، على سبيل المثال، إنشاء المعرفة في الممارسة العلمية التعاونية، يلعب تبادل المعرفة على منصات الإنترنت أو المعرفة المكتسبة في المؤسسات التعليمية دوراً متزايداً.
المجلات الأكاديمية الهامة للمعرفات الاجتماعية كمجال داخل الفلسفة التحليلية هي، على سبيل المثال، Episteme و Hypatia و Social Epistemology و Synthese. ومع ذلك، يتم أيضًا نشر الأعمال الرئيسية في هذا المجال في المجلات التي تتناول في الغالب فلاسفة العلوم وعلم النفس أو في المجلات متعددة التخصصات التي تركز على مجالات معينة من البحث (مثل، على سبيل المثال، الأخلاق وتكنولوجيا المعلومات).

## كبار الفلاسفة الذين أثروا على نظرية المعرفة الاجتماعية
- أفلاطون في حوار شارميديس
- جون لوك في مشكلة الشهادة
- ديفيد هيوم في مشكلة الشهادة
- توماس ريد في مشكلة الشهادة
- كارل ماركس في علم اللغة المترابط والمعرفة

استخدمه كارل مانهايم الذي ركز على التكييف الاجتماعي للمعرفة مع الأخذ في الاعتبار أن صلاحية ادعاء المعرفة مقيدة بالظروف الاجتماعية التي تم تقديم المطالبة بشأنها في البداية

## مخاوف الحاضر والمستقبل
في كلتا المرحلتين، يبقى كلا النوعين من نظرية المعرفة الاجتماعية إلى حد كبير مشاريع «أكاديمية» أو «نظرية». ومع ذلك، يؤكد كلاهما على الأهمية الاجتماعية للمعرفة وبالتالي القيمة الثقافية للمعرفية الاجتماعية نفسها. يوجد مجموعة من المجلات التي تنشر أوراق ترحيب المعرفة الاجتماعية التي تتضمن بعدًا سياسيًا.
يمكن العثور على المزيد من التطبيقات العملية للمعرفات الاجتماعية في مجالات علم المكتبات والنشر الأكاديمي والمبادئ التوجيهية للتأليف العلمي والتعاون وسياسة المعرفة والنقاشات حول دور الإنترنت في نقل المعرفة وخلقها.
لا تزال نظرية المعرفة الاجتماعية تعتبر إضافة جديدة نسبيًا للفلسفة، حيث لا تزال مشاكلها ونظرياتها حديثة وسريعة الحركة. تزداد أهمية التطورات الإبستيمولوجية الاجتماعية داخل التخصصات المتعددة كما يتجلى في علم البيئة الإعلامي.

## روابط خارجية
- مجلة «الإبستمولوجيا الاجتماعية»